# Paralelo 82 S
O Paralelo 82S é um paralelo no 82° grau a sul do plano equatorial terrestre.

## Dimensões
Conforme o sistema geodésico WGS 84, no nível de latitude 82° S, um grau de longitude equivale a 15,54 km; a extensão total do paralelo é portanto 5.596 km, cerca de 14 % da extensão do Equador, da qual esse paralelo dista 9.108 km, distando 893 km do polo sul.

## Cruzamentos
O paralelo 82 S cruza terra firme da Antártica em mais de 80 % de sua extensão e o resto é sobre plataformas de gelo:
- são 675 km sobre a  Plataforma de gelo Ross
- são 2 trechos (231 km e 48 km) sobre a Plataforma de gelo de Filchner-Ronne
- são 3 trechos (3.209 km, 1357 km e 75 km) sobre a Antártica